# Championnat d'Espagne masculin de handball 2014-2015
Navigation
Liga ASOBAL 2013-2014 Liga ASOBAL 2015-2016
Le Championnat d'Espagne masculin de handball 2014-2015 est la soixante quatrième édition de cette compétition.
Le FC Barcelone remporte son 22e titre avec 30 victoires en autant de matchs.

## Participants
| Club                       | Rang en 2013-14       | Entraineur              | Localisation    | Salle                                        | Capacité |
| -------------------------- | --------------------- | ----------------------- | --------------- | -------------------------------------------- | -------- |
| FC Barcelone               | 1er                   | Xavi Pascual            | Barcelone       | Palau Blaugrana                              | 8 250    |
| Naturhouse La Rioja        | 2e                    | Jota González           | Logroño         | Palais des sports de La Rioja                | 3 851    |
| BM Granollers              | 3e                    | Carlos Viver            | Granollers      | Palais des sports de Granollers              | 5 685    |
| BM Huesca                  | 4e                    | José Francisco Nolasco  | Huesca          | Palacio Municipal de Huesca                  | 5 500    |
| CB Ademar León             | 5e                    | Daniel Gordo Rios       | León            | Palais des sports de León                    | 6 000    |
| Balonmano Ciudad Encantada | 6e                    | Zupo Equisoain          | Cuenca          | Municipal El Sargal                          | 1 900    |
| SCDR Anaitasuna            | 7e                    | Aitor Etxaburu          | Pampelune       | Pavillon Anaitasuna                          | 2 500    |
| BM Guadalajara             | 8e                    | Mateo Garralda          | Guadalajara     | Multiusos de Guadalajara                     | 5 894    |
| BM Aragón                  | 9e                    | ?                       | Saragosse       | Pavillon Príncipe Felipe                     | 12 000   |
| CB Cangas                  | 10e                   | Víctor García Pillo     | Cangas          | Municipal O Gatañal                          | 3 000    |
| CB Puente Genil            | 11e                   | Antonio Ortiz           | Puente Genil    | Polideportivo Municipal Alcalde Miguel Salas | 600      |
| AB Gijón Jovellanos        | 12e                   | Alberto Suárez          | Gijón           | Palais des sports de Gijón                   | 7 000    |
| CB Puerto Sagunto          | 13e                   | Patxi Martí             | Sagonte         | Pabellón Municipal de Internúcleos           | 2 500    |
| CB Villa de Aranda         | 14e                   | Jacobo Cuétara          | Aranda de Duero | Pabellón Príncipe de Asturias                | 3 000    |
| CB Zamora                  | 2e D2                 | Eduardo García Valiente | Zamora          | Polideportivo Ángel nieto                    | 1500     |
| CB Benidorm                | Vainqueur Play-off D2 | Fernando Latorre        | Benidorm        | Polideportivo Manuel Camba                   | 3500     |

## Localisation
| \| FC Barcelone Naturhouse La Rioja Club Balonmano Ademar León BM Aragón BM Granollers SCDR Anaitasuna BM Huesca CB Puerto Sagunto BM Ciudad Encantada CB Villa de Aranda CB Benidorm AD Ciudad de Guadalajara CB Cangas AB Gijón Jovellanos CB Zamora CB Puente Genil \| Localisation des clubs engagés dans le championnat. |
| FC Barcelone Naturhouse La Rioja Club Balonmano Ademar León BM Aragón BM Granollers SCDR Anaitasuna BM Huesca CB Puerto Sagunto BM Ciudad Encantada CB Villa de Aranda CB Benidorm AD Ciudad de Guadalajara CB Cangas AB Gijón Jovellanos CB Zamora CB Puente Genil                                                           |

## Compétition

### Classement final
|    | Équipe                     | Pts | J  | G  | N | P  | Bp   | Bc  | Diff |
| -- | -------------------------- | --- | -- | -- | - | -- | ---- | --- | ---- |
| 1  | FC Barcelone (T, R, A, S)  | 60  | 30 | 30 | 0 | 0  | 1187 | 783 | 404  |
| 2  | Naturhouse La Rioja        | 48  | 30 | 23 | 2 | 5  | 944  | 811 | 133  |
| 3  | BM Granollers              | 43  | 30 | 20 | 3 | 7  | 840  | 787 | 53   |
| 4  | Helvetia Anaitasuna        | 36  | 30 | 16 | 4 | 10 | 869  | 834 | 35   |
| 5  | CB Cangas                  | 32  | 30 | 15 | 2 | 13 | 823  | 848 | -25  |
| 6  | CB Benidorm (P)            | 32  | 30 | 14 | 4 | 12 | 787  | 800 | -13  |
| 7  | CB Ademar León             | 31  | 30 | 13 | 5 | 12 | 915  | 908 | 7    |
| 8  | CB Villa de Aranda         | 28  | 30 | 11 | 6 | 13 | 861  | 863 | -2   |
| 9  | BM Huesca                  | 27  | 30 | 13 | 1 | 16 | 807  | 869 | -62  |
| 10 | CB Puente Genil            | 24  | 30 | 11 | 2 | 17 | 809  | 831 | -22  |
| 11 | BM Guadalajara             | 24  | 30 | 11 | 2 | 17 | 820  | 865 | -45  |
| 12 | CB Puerto Sagunto          | 24  | 30 | 12 | 0 | 18 | 881  | 954 | -73  |
| 13 | BM Aragón                  | 23  | 30 | 10 | 3 | 17 | 841  | 912 | -71  |
| 14 | Balonmano Ciudad Encantada | 21  | 30 | 9  | 3 | 18 | 777  | 850 | -73  |
| 15 | CB Zamora (P)              | 19  | 30 | 8  | 3 | 19 | 762  | 880 | -118 |
| 16 | AB Gijón Jovellanos        | 8   | 30 | 4  | 0 | 26 | 710  | 838 | -128 |

|     | Champion d'Espagne 2014-2015              |
|     | Qualification pour la Ligue des champions |
|     | Qualification pour la coupe de l'EHF      |
|     | Relégation en Division 2                  |
| (T) | Tenant du titre                           |
| (R) | Vainqueur de la Coupe du Roi              |
| (A) | Vainqueur de la Coupe ASOBAL              |
| (S) | Vainqueur de la Supercoupe                |
| (P) | Promu de Division 2 en début de saison    |

### Résultats
| Résultats (dom.\ext.)                                      | BAR   | BEN   | RIO   | LEO   | ARA   | GRA   | HEL   | HUE   | SAN   | ENC   | ARA   | ZAM   | GUA   | CAN   | JOV   | PUE   |
| FC Barcelone                                               |       | 41-25 | 38-28 | 40-29 | 42-25 | 43-28 | 35-25 | 42-29 | 51-29 | 42-22 | 46-30 | 38-25 | 45-30 | 43-22 | 40-25 | 31-16 |
| CB Benidorm                                                | 25-28 |       | 28-26 | 27-23 | 37-34 | 24-26 | 28-29 | 23-23 | 34-29 | 24-24 | 26-23 | 31-22 | 26-24 | 30-27 | 24-19 | 17-21 |
| Naturhouse La Rioja                                        | 23-34 | 33-23 |       | 33-31 | 38-26 | 30-33 | 29-27 | 40-25 | 39-28 | 29-26 | 35-34 | 30-18 | 40-30 | 32-25 | 35-19 | 27-27 |
| CB Ademar León                                             | 37-48 | 28-24 | 21-33 |       | 28-28 | 33-33 | 29-29 | 35-32 | 40-27 | 35-27 | 31-31 | 32-25 | 31-30 | 31-26 | 29-26 | 36-29 |
| BM Aragón                                                  | 27-35 | 31-31 | 27-33 | 36-35 |       | 15-23 | 27-25 | 36-28 | 27-28 | 29-29 | 31-30 | 23-30 | 32-26 | 26-27 | 22-23 | 36-31 |
| BM Granollers                                              | 29-35 | 30-25 | 30-23 | 24-17 | 34-26 |       | 30-29 | 34-24 | 33-31 | 28-24 | 27-32 | 20-24 | 22-20 | 31-27 | 27-19 | 29-27 |
| Helvetia Anaitasuna                                        | 30-43 | 21-22 | 23-31 | 27-24 | 36-27 | 27-27 |       | 25-23 | 40-26 | 32-27 | 30-30 | 27-28 | 25-22 | 27-24 | 34-28 | 33-28 |
| BM Huesca                                                  | 22-43 | 23-21 | 20-30 | 29-25 | 28-30 | 29-27 | 29-27 |       | 27-26 | 28-21 | 32-27 | 35-27 | 28-25 | 23-24 | 24-23 | 30-32 |
| CB Puerto Sagunto                                          | 27-45 | 32-30 | 32-33 | 42-37 | 31-37 | 30-27 | 25-33 | 31-32 |       | 29-27 | 27-26 | 30-31 | 37-31 | 24-27 | 32-24 | 30-34 |
| Balonmano Ciudad Encantada                                 | 27-39 | 24-27 | 24-25 | 27-30 | 28-27 | 31-34 | 31-34 | 26-23 | 23-28 |       | 22-31 | 28-22 | 27-30 | 28-27 | 29-26 | 32-27 |
| CB Villa de Aranda                                         | 27-32 | 34-27 | 27-27 | 33-32 | 33-24 | 23-23 | 29-29 | 32-29 | 28-29 | 23-24 |       | 29-27 | 29-29 | 30-29 | 30-27 | 32-30 |
| CB Zamora                                                  | 19-45 | 25-33 | 24-33 | 28-30 | 22-25 | 22-31 | 25-24 | 24-30 | 26-33 | 25-25 | 24-23 |       | 22-25 | 33-33 | 26-23 | 28-28 |
| BM Guadalajara                                             | 31-41 | 27-27 | 27-29 | 34-33 | 36-27 | 30-36 | 29-35 | 24-29 | 30-27 | 26-20 | 31-28 | 29-26 |       | 23-28 | 25-20 | 22-21 |
| CB Cangas                                                  | 28-35 | 31-24 | 27-33 | 30-30 | 31-34 | 25-24 | 29-32 | 30-27 | 27-26 | 31-27 | 28-24 | 31-23 | 25-24 |       | 29-25 | 29-27 |
| AB Gijón Jovellanos                                        | 24-34 | 21-22 | 28-34 | 26-31 | 26-24 | 23-26 | 24-26 | 28-29 | 22-28 | 24-21 | 27-30 | 27-25 | 21-28 | 24-25 |       | 20-22 |
| CB Puente Genil                                            | 19-39 | 21-22 | 31-33 | 29-32 | 28-22 | 25-26 | 25-28 | 32-21 | 33-27 | 26-27 | 28-22 | 29-36 | 28-22 | 28-21 | 27-20 |       |
| - Victoire à domicile - Match nul - Victoire à l'extérieur |       |       |       |       |       |       |       |       |       |       |       |       |       |       |       |       |

### Champion d'Espagne 2014-2015
| Champion d'Espagne de handball 2014-2015 FC Barcelone 22e titre |

### Évolution du Classement
- Leader du classement

| FC Barcelone |    |    |    |    |    |    |    |    |    |    |    |    |    |    |    |    |    |    |    |    |    |    |    |    |    |    |    |    |    |
|              |    |    |    |    |    |    |    |    |    |    |    |    |    |    |    |    |    |    |    |    |    |    |    |    |    |    |    |    |    |
| 01           | 02 | 03 | 04 | 05 | 06 | 07 | 08 | 09 | 10 | 11 | 12 | 13 | 14 | 15 | 16 | 17 | 18 | 19 | 20 | 21 | 22 | 23 | 24 | 25 | 26 | 27 | 28 | 29 | 30 |

### Récompenses
À l'issue du Championnat d'Espagne dominé par le FC Barcelone qui a remporté tous les titres nationaux, l'équipe-type de la saison est formée exclusivement de joueurs du club :
| Poste           | Joueur                  | Équipe       |
| --------------- | ----------------------- | ------------ |
| Meilleur joueur | Nikola Karabatic        | FC Barcelone |
| Gardien de but  | Gonzalo Pérez de Vargas | FC Barcelone |
| Ailier gauche   | Guðjón Valur Sigurðsson | FC Barcelone |
| Arrière gauche  | Nikola Karabatic        | FC Barcelone |
| Demi-centre     | Raúl Entrerríos         | FC Barcelone |
| Arrière droit   | Kiril Lazarov           | FC Barcelone |
| Ailier droit    | Víctor Tomás            | FC Barcelone |
| Pivot           | Jesper Nøddesbo         | FC Barcelone |
| Défenseur       | Viran Morros            | FC Barcelone |
| Entraîneur      | Xavier Pascual Fuertes  | FC Barcelone |
| Espoir          | Octavio Magadán         | CB Zamora    |

## Bilan de la saison

### Compétitions nationales
| Compétition           | Vainqueur    | Second              | Score   |
| --------------------- | ------------ | ------------------- | ------- |
| Championnat d'Espagne | FC Barcelone | Naturhouse La Rioja | –       |
| Coupe ASOBAL*         | FC Barcelone | BM Granollers       | 37 – 26 |
| Coupe du Roi          | FC Barcelone | BM Granollers       | 27 – 26 |
| Supercoupe*           | FC Barcelone | BM Granollers       | 32 – 28 |

* les éditions 2014-2015 de la Coupe ASOBAL et de la Supercoupe se sont déroulées en 2014.
- Clubs qualifiés en Ligue des champions (Phase de groupe) : FC Barcelone, Naturhouse La Rioja
- Clubs qualifiés en Coupe de l'EHF : BM Granollers, Helvetia Anaitasuna, CB Cangas
- Relégués en División de Honor Plata : CB Zamora, AB Gijón Jovellanos
- Promus en Liga ASOBAL 2015-2016 : SD Teucro, Balonmano Sinfin

### Parcours en coupes d'Europe
Le parcours des clubs espagnols en coupes d'Europe est important puisqu'il détermine le coefficient EHF et donc le nombre de clubs espagnols présents en coupes d'Europe les années suivantes.

| Club                | Compétition         |                                                                    |
| ------------------- | ------------------- | ------------------------------------------------------------------ |
| FC Barcelone        | Ligue des Champions | Vainqueur                                                          |
| Naturhouse La Rioja | Ligue des Champions | éliminé en huitièmes de finale face au Veszprém KSE                |
| BM Granollers       | Coupe de l'EHF      | éliminé en phase de groupe (moins bon deuxième)                    |
| BM Huesca           | Coupe de l'EHF      | éliminé en troisième tour de qualification face au Eskilstuna Guif |
| CB Ademar León      | Coupe de l'EHF      | éliminé en troisième tour de qualification face au FC Porto        |